# アイアン・ジーリング
アイアン・ジーリング（Ian Ziering、1964年3月30日 - ）はアメリカ合衆国の俳優。代表作は『ビバリーヒルズ高校白書』（スティーブ・サンダース）。

## 略歴
ニュージャージー州ニューアークで、Mickieと Paul Zieringの子として生まれ、ウエストオレンジにて、10歳以上離れた2人の兄であるジェフとバリーとともに、ユダヤ人として育った。1982年にウエストオレンジ高校を卒業した。
1990年、ジーリングは『ビバリーヒルズ高校白書』でスティーブ・サンダース役に選ばれ、292エピソードに出演した。
1996年の映画『サブリミナル・セデューション』ではキャサリン・ケリー・ラングとの激しいセックスシーンを披露したほか、前年の映画『NO WAY BACK 逃走遊戯』でもヌードを披露した。
まABCの『ダンシング・ウィズ・ザ・スターズ』の第4シーズンではセレブリティ・ダンサーに選ばれた。彼のプロフェッショナル・ダンスパートナーは Cheryl Burkeで、シーズン2でDrew Lacheyと勝ち抜き、シーズン3でエミット・スミスと組んだ人だった。 第4シーズン準決勝まで勝ち、審査員から10点満点を3人出させたが、決勝までには届かず、2007年5月15日の放送分でリタイアした。
2006年、短編映画 Man vs. Mondayの監督をし、出演をする。この映画は2006年の Ft. Lauderdale Film Festivalで観客賞を勝ちとる。同年、インデペンデント映画Stripped Downのフランシス役で Monaco Film Festival最優秀主演男優賞を勝ちとった。
これらの作品以外にも『犯罪捜査官ネイビーファイル』、『恋するマンハッタン』、『The Doctors』、『ガイディング・ライト』などに出演している。また、コンピュータゲームFreelancer では主人公Edison Trentを務めた。
2007年6月18日、バラエティは、1週間前にジーリングがボブ・バーカーの代役として、『ザ・プライス・イズ・ライト』の司会のオーディションを受けたと報道したが、失敗し、最終的にはドリュー・キャリーがオーディションに受かった。偶然にも彼の前妻ニッキー・シーラー・ジーリングが、1999年から2002年までこの番組にモデルとして出演していた。
2013年に主演したテレビ映画『シャークネード』はその後シリーズ化され、2018年まで全6作が制作された。
同年にはチッペンデールズに参加し、ストリップに挑戦した。
彼の公式サイトや MySpaceには、彼の作った短編ビデオ "webisodes"がある。

### 私生活
ニッキー・シーラー・ジーリングと1997年に結婚した後、性格の不一致ということで2002年に離婚した。
2010年に再婚。2011年4月長女、2013年5月次女が誕生している。

## 出演作品

### 映画
- エンドレス・ラブ Endless Love (1981) - サミー・バターフィールド
- Terrible Things My Mother Told Me (1988)
- Flour Babies (1990)
- The Women of Spring Break (1995)
- NO WAY BACK 逃走遊戯　No Way Back (1995)
- サイバー・ブレイン/狂気の脳内革命 Flash Frame　(1995)
- Subliminal Seduction (1996)
- Mighty Ducks the Movie: The First Face-Off (1997)
- Savate (1997)
- ドミノ Domino (2005) - 本人役
- Six Months Later (2005)
- デザイア -欲望の罠- Stripped Down (2006) - フランシス
- Man v. Monday (2006)
- アドベンチャー・オブ・ジ・アース Tyrannosaurus Azteca (2007) - コルテス
- Step Seven (2008)
- デイ・アナザー・トゥモロー Lava Storm (2008)
- The Christmas Hope (2009)
- Happily Divorced (2011)
- National Lampoon's The Legend of Awesomest Maximus (2011)
- That's My Boy (2012)
- McKenna Shoots for the Stars (2012)
- シャークネード Sharknado (2013) - フィン・シェパード
- シャークネード カテゴリー2 Sharknado 2: The Second One (2014) - フィン・シェパード
- シャークネード エクストリーム・ミッション Sharknado 3: Oh Hell No! (2015) - フィン・シェパード
- ラバランチュラ 全員出動! Lavalantula (2015) - フィン・シェパード
- シャークネード4 Sharknado 4: The 4th Awakens (2016) - フィン・シェパード
- シャークネード5 ワールド・タイフーン Sharknado 5: Global Swarming (2017) - フィン・シェパード
- シャークネード ラスト・チェーンソー 4DX The Last Sharknado: It's About Time (2018) - フィン・シェパード
- ゾンビ津波 Zombie Tidal Wave (2019) - ハンター・ショウ
- ハンター Hunters(2021)

### テレビシリーズ
- The Doctors (1981-1982)
- ガイディング・ライト The Guiding Light (1986-1988)
- Married... with Children (1990)
- ビバリーヒルズ高校白書 Beverly Hills, 90210 (1990-2000) - スティーブ・サンダース
- メルローズ・プレイス Melrose Place (1992)
- VIP Noche (1992)
- V.I.P. V.I.P.(1998-2002)
- The Love Boat: The Next Wave  (1999)
- Twice in a Lifetime (2000)
- Inside Schwartz (2001)
- 犯罪捜査官ネイビーファイル JAG"Ambush" (2001) - ウィリアム・シェパード
- サン・オブ・ザ・ビーチ Son of the Beach (2002)
- 恋するマンハッタン What I Like About You (2002)
- CSI:ニューヨーク CSI: NY (2010) - トム・ウィアー
- DEFIANCE/ディファイアンス Defiance (2015)
- ビバリーヒルズ再会白書 BH90210 (2019)

### ゲーム
- Freelancer (2003)

### テレビアニメ
- バイカーマイス Biker Mice from Mars (1993,2006年度版も)
- ゴジラ ザ・シリーズ Godzilla: The Series (1998)
- バットマン・ザ・フューチャー Batman Beyond: The Movie (1999)
- スパイダーマン 新アニメシリーズ Spider-Man: The New Animated Series (2003)